# Sybra patruoides
Sybra patruoides är en skalbaggsart som beskrevs av Stefan von Breuning 1939. Sybra patruoides ingår i släktet Sybra och familjen långhorningar. Inga underarter finns listade i Catalogue of Life.